# Friedrich von La Roche-Starkenfels (Generalleutnant)
Christian Wilhelm Ferdinand Friedrich Freiherr von La Roche-Starkenfels (* 17. Juni 1769 in Monsheim; † 14. April 1838 in Berlin) war ein preußischer Generalleutnant und Kommandant von Schweidnitz.

## Leben

### Herkunft
Friedrich Freiherr von La Roche-Starkenfels entstammte dem Adelsgeschlecht der französischen Grafen de La Roche sur l’Oignon und de La Roche en Montagne, das im 15. Jahrhundert ausgestorben ist und sich als jüngerer Zweig nach Deutschland ausbreitete. Sein Urgroßvater Samuel de la Roche (* 1629) kam 1645 als Hugenotte nach Deutschland und gilt als der Stammvater. Er stand als Soldat in Diensten der Armeen von Schweden, Lothringen und Braunschweig. 1701 starb er als kurfürstlich-brandenburgischer Oberst. Sein gleichnamiger Sohn Samuel war hessischer General und zeichnete sich im Kampf gegen die Türken in der Schlacht bei Belgrad aus. 1713 wurde er von Kaiser Karl VI. in den Reichsfreiherrnstand mit dem Prädikat Edler Herr von Starkenfels erhoben. Sein Sohn Friedrich (1700–1780) war ebenfalls Offizier und mit Henriette Margarethe Theodora von Schierstedt (1715–1754) verheiratet. Deren Sohn Friedrich Georg (1729–1802) war sein Vater. Seine Mutter war die Freiin Caroline Elisabeth Sophie von Spiegel zum Desenberg (1731–1803, Tochter des Georg Wilhelm Freiherr von Spiegel zum Desenberg und der Elisabeth Philippine von Urff).

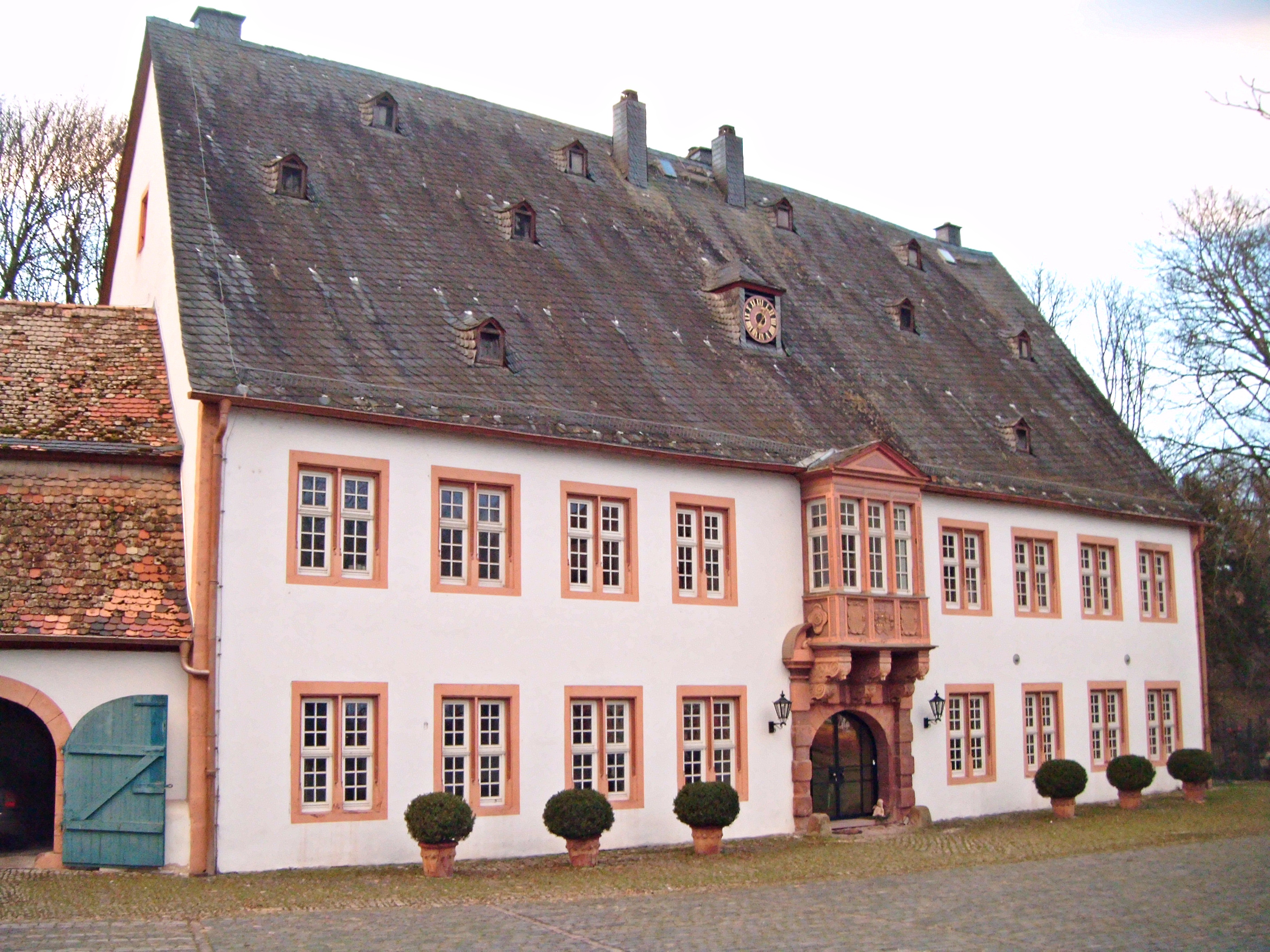
Schloss Monsheim: Sitz der Familien von La Roche-Starkenfels

Sein Bruder Philipp von La Roche-Starkenfels (1770–1842) war badischer Generalmajor.
La Roche-Starkenfels heiratete am 4. Dezember 1809 in Königsberg Eleonore Prentzel (1782–1861), verwitwete von Scharden. Das Paar hatte einen Sohn:
- Gustav (1810–1877), preußischer Major a. D., Vorsitzender des Vereins Herold in Berlin ⚭ Natalie Kalnassy von Kalnaß, verwitwete von Puttkamer

Vom König erhielt die Witwe zu ihrer Witwenpension nochmal 200 Taler jährlich.

### Militärkarriere
La Roche-Starkenfels ging am 19. März 1783 in hessische Dienste und kam als Säbeljunker in ein Husarenregiment. Während des Ersten Koalitionskrieges kämpfte er bei der Kanonade von Valmy sowie den Gefechten bei Weilburg, Guntersblum, Bingen und Weißenburg. In der Zeit kam er 1793 als Kornett zur Garde du Corps und wurde dort 1795 Sekondeleutnant. Am 31. Dezember 1796 wechselte in preußische Dienste, wo er als Sekondeleutnant dem Husarenregiment „von Wolffradt“ aggregiert wurde. Am 29. März 1800 kam er als Stabsrittmeister mit Patent vom 30. April 1800 in das Husarenregiment „von Günther“. Am 8. Oktober 1805 wurde er dort Rittmeister und Eskadronchef. Während des Vierten Koalitionskrieges stand La Roche-Starkenfels als Brigademajor im Hauptquartier des Generals L’Estocq. Er kämpfte in der Schlacht bei Preußisch Eylau sowie den Gefechten bei Soldau und Königsberg. Am 4. März 1807 wurde er Major. Für den Feldzug 1807 erhielt La Roche-Starkenfels am 18. Juli 1807 den Orden Pour le Mérite. Am 5. Mai 1808 erhielt er den Orden des Heiligen Wladimir III. Klasse und drei Tage später wurde ihm ein fünfmonatiger Urlaub gewährt, um seine Angelegenheiten in Monsheim zu regeln. Zudem erhielt er zur Erinnerung an den Feldzug von 1807 am 12. Mai 1808 vom Zaren einen Diamantring. Nach seiner Rückkehr wurde er am 1. November 1808 in das Schlesische Ulanen-Regiment Nr. 2 versetzt und am 12. Dezember 1809 zum Kommandeur dieses Regiments ernannt. Im Sommer 1811 bewährt er sich bei der Dämpfung des Bauernaufstandes in Oberschlesien.
Während der Befreiungskriege kämpfte La Roche-Starkenfels in den Schlachten bei Großgörschen, Bautzen, Dresden, Leipzig, Arcis-sur-Aube, Paris sowie den Gefechten bei Haynau und Kulm. Am 19. Mai 1813 erhielt er für Großgörschen das Eiserne Kreuz II. Klasse und am 4. Juni 1813 die Beförderung zum Oberstleutnant. Am 21. September 1813 wurde La Roche-Starkenfels Brigadier und mit der Führung der beiden Garde-Kavallerie-Regimenter beauftragt unter Beibehaltung seines bisherigen Kommandos. Am 8. Dezember 1813 wurde er dann Oberst. Am 16. Dezember 1814 erhielt er noch 300 Taler geschenkt, am 11. April 1815 wurde er dann zum Brigadekommandeur ernannt. Zudem wurde er am 29. Juni 1815 zum Kommandeur der Brigaden Schwerin und Watzdorf, deren bisherigen Kommandeure gefallen waren. Am 24. September wurde er dann zum Kommandeur der 11. Kavallerie-Brigade ernannt. Dafür wurde er am 1. November 1815 zum Generalmajor mit Patent vom 6. November 1815 befördert.
Am 11. Februar 1816 erhielt er noch ein Geschenk von 1000 Talern, am 9. September 1819 den Roten Adlerorden III. Klasse bei einer Militärparade und am 14. April 1821 nochmal ein Geschenk von 600 Talern. Im Frühjahr 1825 wurde der General als Beobachter zu einer großen Truppenübung nach Warschau geschickt worden. Noch während er in Warschau war, wurde er am 18. Juni 1825 als Kommandant nach Schweidnitz versetzt. Für seinen Bericht über die Übung bekam er am 5. Juli 1825 eine Belohnung von 1200 Talern für seine Unkosten, ferner am 24. Juli das Dienstkreuz. Am 5. Mai 1829 bekam er den Charakter als Generalleutnant und am 19. März 1833 zu seinem 50-jährigen Dienstjubiläum den Roten Adlerorden II. Klasse mit Eichenlaub. Wenig später wurde er krank und am 12. März 1836 mit Pension in den Ruhestand versetzt. Nach seinem Tod wurde er am 17. April 1838 auf dem Garnisonfriedhof beigesetzt.